# Antonius Bouwens
Antonius Hubertus Maria „Antoine“ Bouwens (* 22. Mai 1876 in Hunsel; † 28. März 1963 in Beverwijk) war ein niederländischer Sportschütze.

## Erfolge
Antonius Bouwens nahm an den Olympischen Spielen 1900 in Paris und 1920 in Antwerpen teil. 1900 belegte er in der Einzelkonkurrenz mit der Freien Pistole den 15. Rang, während er im Mannschaftswettbewerb mit Henrik Sillem, Solko van den Bergh, Anthony Sweijs und Dirk Boest Gips die Bronzemedaille gewann. Der olympische Wettkampf zählte gleichzeitig als Weltmeisterschaft. Die übrigen fünf Disziplinen, an denen Bouwens teilnahm, wurden mit dem Gewehr ausgetragen. In den Einzelkonkurrenzen verpasste er eine vordere Platzierung, mit der Mannschaft schloss er den Dreistellungskampf auf dem fünften Rang ab. Bei den Olympischen Spielen 1920 blieb er ohne Medaillengewinn und kam in keinem Wettkampf unter die besten fünf Teilnehmer.
Bei Weltmeisterschaften gewann Bouwens fünf weitere Medaillen. Im Dreistellungskampf mit der Mannschaft sicherte er sich 1901 in Luzern und 1914 in Viborg die Silber- sowie 1912 in Biarritz die Bronzemedaille. 1924 gewann er in Reims mit dem Armeegewehr in der Stehend-Position ebenfalls Bronze, ehe er im Jahr darauf in St. Gallen in dieser Disziplin Vizeweltmeister wurde.
Sein Bruder Herman Bouwens war ebenfalls olympischer Sportschütze.